# Michael Westen
Michael Alan Westen est le personnage principal de la série télévisée américaine Burn Notice. Il est interprété par l'acteur Jeffrey Donovan et doublé en version française par Bertrand Liebert. 

## Biographie
Michael Westen est né le 6 janvier 1967 à Miami, en Floride. C'est l'aîné d'une fratrie de deux enfants de Frank et Madeline Westen. Son frère s'appelle Nate Westen. Son père est décédé des suites des blessures provenant d'une agression très violente. C'est un souvenir qui a profondément marqué la mémoire de Michael.
À 17 ans, Michael s'engage dans l'armée américaine plus particulièrement dans les forces spéciales. Après sa formation, il décide de travailler en tant que espion pour la CIA. Il effectue toutes sortes de missions à travers différents pays.
Jusqu'au jour où après 15 ans de service, il reçoit une Burn Notice (il s'agit d'une sorte d'avis de « licenciement » dans le jargon de l'espionnage) en plein milieu d'une opération. Il retourne aux États-Unis et se retrouve coincé à Miami. 
Le fait d'avoir été licencié ne s'arrête pas au simple constat d'être renvoyé : il se retrouve sans aucun moyen de paiement, sans papiers d'identité et toutes les traces de ses parcours professionnel et personnel ont été effacées des fichiers internationaux. 
Il décide alors d'utiliser son expérience et son savoir-faire d'espion pour aider et parfois sauver des personnes au sein de graves problèmes en contrepartie d'une certaine somme d'argent.
Il fait équipe avec Fiona Glenanne, son (ex-)petite amie à la gâchette facile et Sam Axe, son meilleur ami.
Michael parle également couramment le russe et le farsi.

## Vie personnelle
Michael a eu une liaison amoureuse avec Fiona dans le passé. Même s'ils s'avouent l'un à l'autre qu'ils désirent être ensemble, ils essayent de garder leur distance, malgré l'ambiguïté de leur relation, afin de continuer à travailler sur différentes affaires et de se protéger mutuellement.

## Évolution dans la série
Tout au long des saisons, Michael cherche à obtenir les raisons de son licenciement à la CIA. Il découvre qu'un syndicat criminel, dirigé d'un main de maître par Anson Fullerton un psychiatre de la CIA, est responsable de sa burn notice. Ce syndicat recrute des espions licenciés partout dans le monde comme Michael pour qu'ils servent les intérêts privés d'Anson. Michael était un agent prometteur. Son licenciement devait permettre de remplacer Simon Escher, un puissant assassin du syndicat. Simon était devenu trop dérangeant et avait nuit aux intérêts du syndicat. Le directeur de l'organisation et Anson n'avaient d'autres choix que de le mettre en prison et de le faire remplacer par Michael.
Au cours des saisons, Michael et ses amis recherchent et traquent les membres du syndicat et leurs dirigeants. Après avoir réussi à prouver l'existence d'une organisation infiltrée dans les gouvernements du monde entier, la CIA et les services de renseignement épaulent Michael à l'élimination ou à la capture des membres de ce syndicat. La saison 6 se termine avec la dissolution du syndicat criminel responsable du licenciement de Michael à la CIA. De plus, Anson Fullerton est mort.